# HD 220572
HD 220572，又名CP-5710268，SAO 247867、HR 8901，是一颗恒星，视星等为5.59，位于銀經324.29，銀緯-56.56，其B1900.0坐标为赤經23h 19m 37.3s，赤緯-57° -56.56′ 52″。